# Христос Давелис
Христос Давелис (на гръцки: Χρήστος Νταβέλης) с истинско име: Христос Нациос (Χρήστος Νάτσιος) е легендарен гръцки клефт в Атика и Беотия от средата на XIX век.

## Биография
Според по-стари източници е роден 1832 година в Стери, Беотия, в скотовъдно арванитско-влашко семейство. По-нови източници смятат, че е от Арахова, а други смятат, че е от Стира на Евбея.
На млади години е пастир. Давелис има любовни отношения с италианската графиня Луиза Банколи, която според легендарни сведения посетила безопасно Делфи, благодарение на неговото застъпничество. 
Давелис става известен благодарение на един особен инцидент, който разнася славата му в Гърция, тъй като се възприема от гърците като акт на съпротива срещу чуждата намеса в гръцката политика. През 1855 година, по време на Кримската война, англо-френски флот унизително блокира пристанището на Атина, а англо-френски корпус окупира Пирея. Давелис с неговата чета отвлича френски офицер от улица в Пирея, след което версиите за развитието по случката се разминават. Официално се твърди, че за освобождаването на французина гръцкото правителство плаща непосилната за времето сума от 30 000 драхми в злато. Според патриотичната версия, целта на отвличането е друга – принуда към гръцкото правителство да се противопостави въоръжено на унизителната чуждестранна окупация на Пирея и намеса във вътрешните работи на независимото кралство. Патриотизмът, а не комерчеството, настроило останалите участници в заверата срещу Давелис.
През пролетта на 1856 г. активността на четата на Давелис около Атина достига своя връх. През май подразделение на гръцката жандармерия е нападнато и обезоръжено от бандитите на Давелис. Правителството се вижда принудено да вземе мерки, преследвайки бандата до Парнас. Тогава в ръцете на жандармерията попада кореспонденцията на графиня Банколи, която се опитва да спаси Давелис и клефтите му, организирйки бягството им в Италия. Благодарение на прихванатата кореспонденция на графинята, клефтската банда е обкръжена близо до село Земено в Беотия, а въоръжените разбойници избити до един. През лятото на 1856 г. в продължение на няколко дни главата на Девелис, окачена на прът, е изложена на площад Синтагма в центъра на Атина за назидание.
Животът и дейността на Давелис раждат многобройни литературни и фолклорни произведения с легенди.